# Eleição municipal de Santarém em 2016
A eleição municipal da cidade brasileira de Santarém em 2016 ocorreu em 2 de outubro para eleger um prefeito, um vice-prefeito e 25 vereadores para a administração da cidade, com a possibilidade de um segundo turno em 30 de outubro.
O prefeito incumbente, Alexandre Von, do PSDB, concorreu à reeleição. Alexandre foi derrotado, no primeiro turno, por Nélio Aguiar, do DEM.

## Definição das candidaturas
As convenções partidárias para a escolha dos candidatos ocorreram entre 20 de julho e 5 de agosto.
O prazo para os partidos políticos realizarem as convenções partidárias destinadas à definição de coligações e escolha dos candidatos aos cargos de prefeito, vice-prefeito e vereador encerrou no dia 05 de agosto. Já o prazo para protocolar o registro de candidatura dos escolhidos nas convenções se encerrou em 15 de agosto. Nesta eleição, cinco partidos lançaram candidatos à prefeitura santarena.

### Alexandre Von (PSDB)
O Partido da Social Democracia Brasileira (PSDB) confirmou durante convenção realizada na sexta-feira, 5 de agosto, Alexandre Von como candidato à reeleição ao cargo de prefeito de Santarém.  Von tem 51 anos e está na vida pública há 28, já atuando como vereador na cidade, secretário de planejamento, vice-prefeito e deputado estadual.
O candidato destacou como mote da campanha, a importância de dar continuidade aos projetos iniciados. De acordo com o postulante, é necessário concluir projetos estruturantes importantes para Santarém que estão em curso, bem como poder avançar em algumas conquistas que considera, do ponto de vista social, fundamentais para melhorar a qualidade do serviço púbico.
A sua coligação, "Juntos por Santarém", firmou aliança com outros 16 partidos, além do PSDB, compõem a chapa: Solidariedade, PP, PTB, PV, PSB, PSC, PRTB, PROS, PTC, PEN, PRB, PRP, PSDC, PTN, PSL e PMN), tendo como candidata a vice-prefeita Marcela Tolentino do Solidariedade, que já está no seu terceiro mandato consecutivo como vereadora.

### Joaquim Hamad (PTdoB)
O partido lançou como candidato a prefeitura de Santarém, Joaquim Hamad. O partido não fez coligação e tem como candidato a vice-prefeito o Dr. Raimundo Nonato Lima. Hamad tem 54 anos, é piloto civil de avião e bacharel em direito. Nunca ocupou cargo político, mas já foi candidato a vereador em 2004, se candidatou a prefeitura de Santarém em 2008 e deputado estadual em 2014.
O candidato destacou que a prioridade de governo vai ser a população mais carente, com prevalência para a população periférica para a diminuição de desigualdades, destacando não apenas a infraestrutura, mas com a saúde. Um dos projetos do postulante recai ao pagamento do Imposto Predial Territorial Urbano (IPTU): o contribuinte que paga o IPTU sem que seu logradouro esteja em condições adeptas de infraestrutura, como falta de pavimentação ou limpeza, estará posteriormente isento do imposto municipal.

### Márcio Pinto (PSOL)
O Partido Socialismo e Liberdade (PSOL) realizou convenção no dia 30 de julho e oficializou o nome do professor Márcio Pinto para concorrer ao cargo de prefeito. Márcio, de 41 anos, é licenciado em letras e bacharel em direito pela Universidade Federal do Pará (UFPA). É analista judiciário do Tribunal de Justiça do Estado do Pará e professor da rede pública estadual. É a terceira vez que ele concorre nas eleições municipais.
Durante a convenção do partido, o candidato destacou a importância da participação da população nas decisões do governo municipal, afirmando que a mudança no modelo de gestão na cidade será apresentado pela própria população, com garantia de espaço para a comunicação e participação no mandato.
Sua coligação, "Santarém de todos nós", tem como candidato a vice-prefeito Dinaldo Pedroso, do Partido Comunista do Brasil (PCdoB), que firmou aliança com o PSoL e a Rede Sustentabilidade.

### Nélio Aguiar (DEM)
O Democratas (DEM) oficializou na noite de sexta-feira, 5 de agosto, o nome do médico Nélio Aguiar como candidato a Prefeitura de Santarém. Aguiar, de 47 anos, concorre pela primeira vez ao cargo. Ele tem 10 anos na política e já atuou como vereador e deputado estadual.
Na convenção partidária, Aguiar afirmou que vai priorizar as ações voltadas para a saúde no município através de uma gestão mais participativa, mais popular, ouvindo mais a população, buscando o retorno de uma articulação política na captação de recursos e na retomada das obras paralisadas entre os governos municipal, estadual e federal. Destacou ainda sua formação profissional como médico como base para o cuidado na gestão da saúde pública municipal.
A coligação "Santarém Precisa Mudar" é composta por 8 partidos: DEM, PR, PMDB, PSD, PDT, PMB, PPS, PHS, e tem como candidato a vice-prefeito, José Maria Tapajós, do PR, que já atuou como vereador, presidente da câmara e prefeito interino.

### Socorro Pena (PT)
O Partido dos Trabalhadores (PT) oficializou durante convenção na sexta-feira, 5 de agosto, o nome da professora universitária Socorro Pena para concorrer à Prefeitura de Santarém. Socorro tem 52 anos, é doutora em educação, professora de gestão pública na Universidade Federal do Oeste do Pará (UFOPA) e também é militante dos movimentos sociais da cidade. Já foi vereadora e vai concorrer pela primeira vez ao cargo de prefeita de Santarém.
Em seu plano de governo, destaca como prioridade a população mais carente, mediante uma inversão de prioridades, atendendo principalmente a população mais carente nas suas necessidades básicas para dar oportunidade na saúde, na educação, na assistência social, estabelecendo uma melhor qualidade de vida da população.
A coligação "Santarém merece mais" é composta pelo PT e pelo PPL, tendo como candidato a vice-prefeito, Carlos Martins.

## Candidaturas Oficializadas
|  | Nº | Candidato(a) a prefeito | Candidato(a) a prefeito                                        | Candidato(a) a vice-prefeito | Candidato(a) a vice-prefeito                                     | Coligação                                                   | Duração da propaganda eleitoral |
|  | -- | ----------------------- | -------------------------------------------------------------- | ---------------------------- | ---------------------------------------------------------------- | ----------------------------------------------------------- | ------------------------------- |
|  | 45 |                         | Alexandre Von (PSDB) Alexandre Raimundo de Vasconcelos Wanghon |                              | Marcela Tolentino (SD) Marcela Giovana Gusmão Tolentino de Matos | Juntos por Santarém - Partido da Mobilização Nacional (PMN) | 3 minutos e 53 segundos         |
|  | 70 |                         | Joaquim Hamad (PTdoB) Antônio Joaquim Simões Hamad             |                              | Raimundo Nonato (PTdoB) Raimundo Nonato Pereira Lima             | - Partido Trabalhista do Brasil (PTdoB)                     | 14 segundos                     |
|  | 50 |                         | Márcio Pinto (PSOL) Raimundo Márcio Pinto de Jesus             |                              | Dinaldo Pedroso (PCdoB) Dinaldo José Castro Pedroso              | Santarém de todos nós - Rede Sustentabilidade (REDE)        | 32 segundos                     |
|  | 25 |                         | Nélio Aguiar (DEM) Francisco Nélio Aguiar da Silva             |                              | José Maria Tapajós (PR) José Maria Tapajós                       | Santarém Precisa Mudar - Partido da Mulher Brasileira (PMB) | 3 minutos e 50 segundos         |
|  | 13 |                         | Socorro Pena (PT) Antônia do Socorro Pena da Gama              |                              | Carlos Martins (PT) Carlos Eduardo Cardoso Martins               | Santarém Merece Mais - Partido Pátria Livre (PPL)           | 1 minuto e 29 segundos          |

## Resultados

### Prefeito
| Candidato(a)           | Vice                    | 1º turno 2 de outubro de 2016 | 1º turno 2 de outubro de 2016 |
| Candidato(a)           | Vice                    | Total                         | Percentagem                   |
| ---------------------- | ----------------------- | ----------------------------- | ----------------------------- |
| Nélio Aguiar (DEM)     | José Maria Tapajós (PR) | 96.034                        | 54,85%                        |
| Alexandre Von (PSDB)   | Marcela Tolentino (SD)  | 57.200                        | 32,67%                        |
| Márcio Pinto (PSOL)    | Dinaldo Pedroso (PCdoB) | 12.626                        | 7,21%                         |
| Socorro Pena (PT)      | Carlos Martins (PT)     | 7.778                         | 4,44%                         |
| Joaquim Hamad (PTdoB)  | Raimundo Nonato (PTdoB) | 2.457                         | 1,11%                         |
| Total de votos válidos | Total de votos válidos  | 175.085                       | 95,25%                        |
| → Votos em branco      | → Votos em branco       | 2.945                         | 1,60%                         |
| → Votos nulos          | → Votos nulos           | 5.779                         | 3,14%                         |
| Total                  | Total                   | 183.809                       | 87,74%                        |
| Abstenções             | Abstenções              | 25.675                        | 12,26%                        |
| Total de inscritos     | Total de inscritos      | 209.484                       | 100%                          |

| Partido | Partido | Candidato     | Votos   | Votos (%) |
| ------- | ------- | ------------- | ------- | --------- |
|         | DEM     | Nélio Aguiar  | 96 034  | 54,54%    |
|         | PSDB    | Alexandre Von | 57 200  | 32,48%    |
|         | PSOL    | Márcio Pinto  | 12 626  | 7,17%     |
|         | PT      | Socorro Pena  | 7 778   | 4,42%     |
|         | PTdoB   | Joaquim Hamad | 2 457   | 1,4%      |
| Totais  | Totais  | Totais        | 176 095 |           |

### Vereadores
| Candidato(a)                | Nº    | Coligação                                               | Votação     | Votação |
| Candidato(a)                | Nº    | Coligação                                               | Porcentagem | Total   |
| --------------------------- | ----- | ------------------------------------------------------- | ----------- | ------- |
| Jandeilson Pereira (PSDB)   | 45020 | "PSDB - PTB" PSDB e PTB                                 | 2,74%       | 4.785   |
| Ney Santana (PSDB)          | 45222 | "PSDB - PTB" PSDB e PTB                                 | 2,58%       | 4.506   |
| Maria José Maia (DEM)       | 25800 | DEM                                                     | 2,31%       | 4.038   |
| Alysson Pontes (PSD)        | 55555 | "Renova Santarém" PSD, PDT e PMB                        | 2,26%       | 3.956   |
| Reginaldo Campos (PSC)      | 20777 | "Construindo o poder popular" PP, PSB, PSC, PROS e PRTB | 2,19%       | 3.837   |
| Júnior Tapajós (PR)         | 22345 | "Unidos por um Legislativo forte" PR, PPS e PHS         | 2,13%       | 3.718   |
| Antônio Rocha (PMDB)        | 15195 | PMDB                                                    | 2,10%       | 3.678   |
| Silvio Amorim (PSL)         | 17999 | "PTN - SD - PMN - PSL - PTC" PTN, SD, PMN, PSL e PTC    | 2,09%       | 3.647   |
| Francisco de Sousa (PSDB)   | 45456 | "PSDB - PTB" PSDB e PTB                                 | 1,98%       | 3.456   |
| Henderson Pinto (DEM)       | 25222 | DEM                                                     | 1,87%       | 3.266   |
| Tadeu Cunha (DEM)           | 25369 | DEM                                                     | 1,55%       | 2.715   |
| Sílvio Neto (PTB)           | 14500 | "PSDB - PTB" PSDB e PTB                                 | 1,55%       | 2.703   |
| Jardel Guimarães (PTN)      | 19000 | "PTN - SD - PMN - PSL - PTC" PTN, SD, PMN, PSL e PTC    | 1,54%       | 2.686   |
| André Pastana (PSDC)        | 27615 | "PSDC, PEN, PRB, PRP e PV" PSDC, PEN, PRB, PRP e PV     | 1,33%       | 2.334   |
| Raimundo Feleol (PDT)       | 12133 | "Renova Santarém" PSD, PDT e PMB                        | 1,33%       | 2.326   |
| Emir Aguiar (PTN)           | 19250 | "PTN - SD - PMN - PSL - PTC" PTN, SD, PMN, PSL e PTC    | 1,28%       | 2.246   |
| Ronan Liberal Júnior (PMDB) | 15500 | PMDB                                                    | 1,17%       | 2.047   |
| Valdir Matias Junior (PV)   | 43345 | "PSDC, PEN, PRB, PRP e PV" PSDC, PEN, PRB, PRP e PV     | 1,15%       | 2.015   |
| Alaércio Magalhães (PRP)    | 44123 | "PSDC, PEN, PRB, PRP e PV" PSDC, PEN, PRB, PRP e PV     | 1,09%       | 1.904   |
| Rogélio Cebuliski (PSB)     | 40567 | "Construindo o poder popular" PP, PSB, PSC, PROS e PRTB | 0,99%       | 1.729   |
| Dayan Serique (PPS)         | 23123 | "Unidos por um Legislativo forte" PR, PPS e PHS         | 0,95%       | 1.655   |